# Matthew Upson
Matthew James Upson (ur. 18 kwietnia 1979 w Stowmarket, Suffolk) – angielski piłkarz grający na pozycji środkowego obrońcy.

## Kariera klubowa
W 1994 roku podjął treningi w klubie Luton Town. Dwa lata później, w kwietniu, podpisał z tym klubem profesjonalny kontrakt, a w sierpniu zaliczył występ przeciwko Rotherham United, który był jego jedynym w barwach Luton.
W maju 1997 roku defensor odszedł do stołecznego Arsenalu za 2 miliony funtów. Tam jednak rywalizował o miejsce w składzie z takimi zawodnikami jak: Tony Adams, Steve Bould i Martin Keown, toteż nie zdołał wywalczyć miejsca w podstawowym składzie i był zaledwie rezerwowym Kanonierów. W Premier League zadebiutował 17 stycznia w meczu przeciwko Coventry City, który Arsenal zremisował 2:2. Matthew doznał kontuzji więzadła krzyżowego w 1999 roku i do gry wrócił dopiero za rok, a w 2001 był wypożyczany do grających w Division One: Crystal Palace F.C. oraz Nottingham Forest. Latem wrócił do Arsenalu i przez cały sezon rozegrał 22 spotkania, w tym 14 w Premiership. Z drużyną z Highbury został mistrzem Anglii, zdobył także Puchar Anglii, ale jeszcze w trakcie sezonu (w lutym 2002), złamał nogę. Po przebyciu okresu rekonwalescencji został wypożyczony na trzy miesiące do Reading, ale po powrocie był jedynie zmiennikiem dla Sola Campbella i Kolo Touré.
W styczniu 2003 roku odszedł z Arsenalu i za 3 miliony funtów przeszedł do Birmingham City. 1 lutego zadebiutował w jego barwach w przegranym 2:4 wyjazdowym spotkaniu z Boltonem Wanderers. Na St Andrew's Stadium został graczem wyjściowej jedenastki i przez kolejne sezony zajmował z tym klubem miejsca w środku tabeli ligowej. W kwietniu 2006 po raz drugi w karierze złamał nogę, zaś prowadzony przez Steve’a Bruce’a klub spadł do Football League Championship. Do gry powrócił dopiero w grudniu na spotkanie z Plymouth Argyle.
23 stycznia 2007 Upson za 6 milionów funtów zasilił kadrę West Ham United, osiem dni później podpisał z tym klubem obowiązującą do 2011 roku umowę. W koszulce Młotów po raz pierwszy wystąpił 3 lutego w przegranym 0:1 meczu z Aston Villą (już po trzydziestu minutach meczu zszedł z boiska z powodu kontuzji). W sezonie 2007/2008 był podstawowym obrońcą West Hamu, a w grudniowym meczu z Manchesterem United zdobył zwycięskiego gola. 9 sierpnia 2011 roku podpisał dwuletni kontrakt ze Stoke City.
W maju 2014 podpisał roczny kontrakt z beniaminkiem Premier League Leicester City F.C..
| Sezon   | Klub                   | Kraj   | Rozgrywki      | Mecze | Bramki |
| ------- | ---------------------- | ------ | -------------- | ----- | ------ |
| 1996/97 | Luton Town             | Anglia | Division Two   | 1     | 0      |
| 1997/98 | Arsenal                | Anglia | Premier League | 5     | 0      |
| 1998/99 | Arsenal                | Anglia | Premier League | 5     | 0      |
| 1999/00 | Arsenal                | Anglia | Premier League | 8     | 0      |
| 2000/01 | Arsenal                | Anglia | Premier League | 2     | 0      |
| 2000/01 | Crystal Palace         | Anglia | Division One   | 7     | 0      |
| 2000/01 | Nottingham Forest      | Anglia | Division One   | 1     | 0      |
| 2001/02 | Arsenal                | Anglia | Premier League | 14    | 0      |
| 2002/03 | Reading                | Anglia | Division One   | 14    | 0      |
| 2002/03 | Birmingham City        | Anglia | Premier League | 14    | 0      |
| 2003/04 | Birmingham City        | Anglia | Premier League | 30    | 0      |
| 2004/05 | Birmingham City        | Anglia | Premier League | 36    | 2      |
| 2005/06 | Birmingham City        | Anglia | Premier League | 24    | 1      |
| 2006/07 | Birmingham City        | Anglia | Championship   | 9     | 2      |
| 2006/07 | West Ham United        | Anglia | Premier League | 2     | 0      |
| 2007/08 | West Ham United        | Anglia | Premier League | 29    | 1      |
| 2008/09 | West Ham United        | Anglia | Premier League | 37    | 0      |
| 2009/10 | West Ham United        | Anglia | Premier League | 33    | 3      |
| 2010/11 | West Ham United        | Anglia | Premier League | 30    | 0      |
| 2011/12 | Stoke City             | Anglia | Premier League | 14    | 1      |
| 2012/13 | Stoke City             | Anglia | Premier League | 1     | 0      |
| 2012/13 | Brighton & Hove Albion | Anglia | Championship   | 20    | 1      |
| 2013/14 | Brighton & Hove Albion | Anglia | Championship   | 42    | 4      |
| 2014/15 | Leicester City         | Anglia | Premier League | 5     | 0      |
| 2015/16 | Milton Keynes Dons     | Anglia | Championship   | 3     | 0      |

## Kariera reprezentacyjna
W latach 1998–2000 rozegrał 11 spotkań i zdobył 2 bramki dla angielskiej młodzieżówki. Natomiast w pierwszej reprezentacji zadebiutował 22 maja 2003 roku w wygranym 2:1 towarzyskim spotkaniu z Republiką Południowej Afryki. Do listopada 2004 rozegrał 7 spotkań w drużynie narodowej, a wrócił do niej dopiero za kadencji Włocha Fabia Capello.